# Фототоксичность
Фототоксичность вещества — способность веществ понижать устойчивость клеток к неблагоприятному воздействию света. Наиболее часто понятие используется в отношении действия солнечных лучей, преимущественно ультрафиолетового диапазона, на кожу.
Внутренний приём или наружное воздействие фототоксичных веществ делает кожу более восприимчивой к воздействию света, вследствие чего происходит образование ожогов.

## Механизм процесса
Под действием ультрафиолета в тканях живых организмов, преимущественно в коже, из молекул фототоксичных веществ возникают свободные радикалы, и начинается гибель отдельных клеток, и, как следствие — мощное воспаление и «внутренние ожоги».

## Распространённые фототоксичные вещества
- Самыми популярными лекарственными препаратами с фототоксическим действием являются антибиотик тетрациклин, сердечный препарат амиодарон (кордарон).
- Некоторые эфирные масла, полученные методом холодного прессования (бергамотовое, апельсиновое).
- Сок некоторых растений (борщевик, петрушка, люпин).
- Зверобой.
- Соли некоторых тяжёлых металлов (в настоящее время доказано, что хроническая интоксикация способна нарушать порфиринообмен, приводя к таким заболеваниям, как порфирия).

## Фототоксичность и загар
Применение фототоксичных веществ несовместимо с загаром. Лекарственные препараты для фототерапии и некоторые другие лекарственные средства (пастинацин и тому подобные) требуют защиты кожи от солнечных лучей на время лечения.
Некоторые парфюмерные средства и кремы, содержащие фототоксичные компоненты, могут вызывать поражение (ожог), особенно у людей с чувствительной кожей.
Фототоксичные реакции и состояния организма следует дифференцировать с фотосенсибилизирующими аллергическими реакциями и состояниями организма, а также с фотоканцерогенными. Врождённые фототоксичные состояния и заболевания следует дифференцировать с приобретёнными состояниями и заболеваниями.